# Evangelische Kirche (Kerspenhausen)

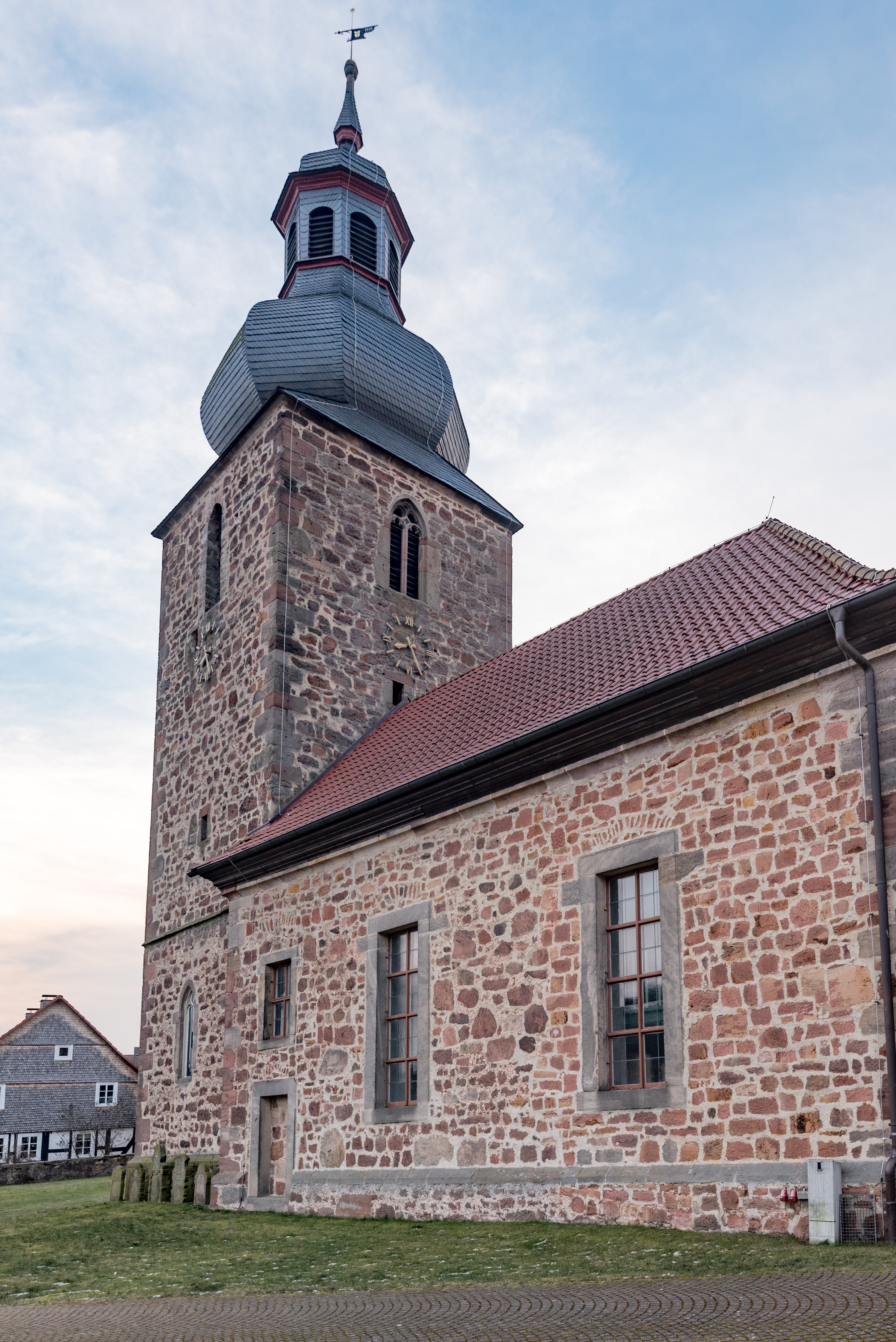
Evangelische Kirche in Kerspenhausen

Die evangelische Kirche Kerspenhausen ist ein denkmalgeschütztes Kirchengebäude, das in Kerspenhausen, einem Ortsteil der Marktgemeinde Niederaula im Landkreis Hersfeld-Rotenburg (Hessen) steht. Die Kirchengemeinde gehört zum Kirchenkreis Hersfeld-Rotenburg im Sprengel Hanau-Hersfeld der Evangelischen Kirche von Kurhessen-Waldeck.

## Beschreibung
Die Saalkirche stammt aus dem 16. Jahrhundert. Nach einer Inschrift über dem Portal war 1512 der Baubeginn. Im Laufe der Jahrhunderte wurde sie erweitert. Ihre jetzige Gestalt erhielt sie im Jahr 1779. Das Kirchenschiff wurde nach Plänen von Johann Friedrich Jussow (1701–1779), dem Vater von Heinrich Christoph Jussow, nach Westen verlängert und dem Chorturm wurde eine barocke, achtseitige, schiefergedeckte Haube mit einer Laterne aufgesetzt, in dessen Glockenstuhl drei Kirchenglocken hängen. 
Der Innenraum des Kirchenschiffs ist mit einer von Vouten gerahmten Flachdecke, der Chor ist mit einem Kreuzrippengewölbe überspannt. Die dreiseitigen Emporen stehen auf runden Stützen. Im Chor steht ein spätgotisches Sakramentshaus. Zur Kirchenausstattung gehören eine Mensa und eine um 1770 gebaute Kanzel. Die Orgel hat 1884 Carl Conrad Wilhelm gebaut. Sie wurde 2000 von der Orgelbau Waltershausen restauriert. Die Fenster im Chor wurden von Tobias Kammerer geschaffen.